# Beta globulin

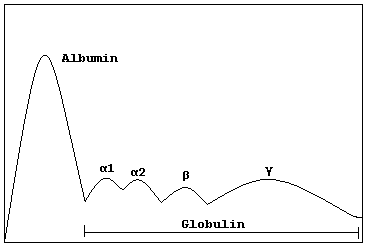
Schematické znázornění gelu pro elektroforézu proteinů

Beta globuliny jsou skupina globulárních proteinů v plazmě, které jsou mobilnější v alkalických nebo elektricky nabitých roztocích než gama globuliny, ale méně mobilní než alfa globuliny.
Mezi příklady beta globulinů patří:
- beta-2 mikroglobulin
- plazminogen
- angiostatiny
- properdin
- globulin vázající pohlavní hormony
- transferin